# Discographie de PNL
La discographie du groupe de rap français PNL comprend 3 albums studio et 1 EP. Durant sa carrière, le groupe PNL a obtenu de nombreux disques de certifications. 

## Albums

### Albums studio
| Dates | Titre           | Certifications | Classements | Classements | Classements | Classements | Classements | Classements | Classements | Classements |
| Dates | Titre           | Certifications | FRA         | WAL         | SUI         | PB          | CAN         | ESP         | AUT         | ALL         |
| 2015  | Le Monde Chico  | 3 × Platine    | 2           | 12          | 11          | -           | -           | -           | -           | -           |
| 2016  | Dans la légende | Diamant Or     | 1           | 1           | 1           | 75          | 86          | 94          | -           | -           |
| 2019  | Deux frères     | 2 × Diamant Or | 1           | 1           | 1           | 13          | 31          | 77          | 50          | 70          |

### EP
| Date | Titre          | Certification | Meilleure position | Meilleure position |
| Date | Titre          | Certification | France             | Belgique           |
| 2015 | Que la famille | —             | 82                 | 101                |

## Chansons

### Singles
| Année | Single                    | Certifications                      | Meilleure position | Meilleure position | Meilleure position | Meilleure position | Album           |
| Année | Single                    | Certifications                      | France             | Belgique (WAL)     | Suisse             | Suisse (ROM)       | Album           |
| 2014  | Je vis je visser          | France : Or                         | —                  | —                  | —                  | —                  | Que la famille  |
| 2015  | PTQS (Plus Tony que Sosa) | -                                   | —                  | —                  | —                  | —                  | Le Monde Chico  |
| 2015  | Le monde ou rien          | France : Diamant                    | 77                 | —                  | —                  | —                  | Le Monde Chico  |
| 2015  | J'suis PNL                | -                                   | 130                | —                  | —                  | —                  | Le Monde Chico  |
| 2015  | Oh Lala                   | France : Platine                    | 93                 | —                  | —                  | —                  | Le Monde Chico  |
| 2015  | Lion                      | -                                   | 136                | —                  | —                  | —                  | NC              |
| 2016  | DA                        | France : Diamant                    | 20                 | —                  | —                  | —                  | Dans la légende |
| 2016  | J'suis QLF                | France : Diamant                    | 29                 | —                  | —                  | —                  | Dans la légende |
| 2016  | Naha                      | France : Diamant                    | 2                  | 19                 | 35                 | —                  | Dans la légende |
| 2016  | Dans la légende           | France : Diamant                    | 18                 | —                  | 55                 | —                  | Dans la légende |
| 2016  | Onizuka                   | France : Diamant                    | 17                 | 38                 | 90                 | —                  | Dans la légende |
| 2016  | Bené                      | France : Diamant                    | 4                  | 38                 | 68                 | —                  | Dans la légende |
| 2018  | À l'ammoniaque            | France : Diamant                    | 1                  | 14                 | 17                 | 10                 | Deux frères     |
| 2018  | 91's                      | France : Diamant                    | 1                  | 7                  | 22                 | 11                 | Deux frères     |
| 2019  | Au DD                     | France : Diamant Belgique : Platine | 1                  | 1                  | 2                  | 2                  | Deux frères     |
| 2019  | MOWGLI II                 | France : Diamant                    | 3                  | 9                  | 41                 | 3                  | NC              |
| 2019  | Tahia                     | France : Or                         | 23                 | —                  | —                  | —                  | NC              |

### Autres chansons classées
| Année | Single                      | Certifications   | Meilleure position | Meilleure position | Album           |
| Année | Single                      | Certifications   | France             | Suisse             | Album           |
| 2015  | Sur Paname                  | France : Or      | 104                | —                  | Le Monde Chico  |
| 2015  | J'vends                     | France : Or      | —                  | —                  | Le Monde Chico  |
| 2015  | Abonné                      | France : Or      | 160                | —                  | Le Monde Chico  |
| 2015  | Mexico                      | France : Or      | 173                | —                  | Le Monde Chico  |
| 2015  | Porte de Mesrine            | -                | 186                | —                  | Le Monde Chico  |
| 2015  | Dans ta rue                 | France : Or      | 117                | —                  | Le Monde Chico  |
| 2015  | Rebenga                     | France : Platine | 130                | —                  | Le Monde Chico  |
| 2015  | Que la mif                  | France : Or      | 189                | —                  | Le Monde Chico  |
| 2016  | Mira                        | France : Diamant | 71                 | —                  | Dans la légende |
| 2016  | La vie est belle            | France : Platine | 99                 | —                  | Dans la légende |
| 2016  | Kratos                      | France : Platine | 82                 | —                  | Dans la légende |
| 2016  | Luz de Luna                 | France : Diamant | 67                 | —                  | Dans la légende |
| 2016  | Tu sais pas                 | France : Diamant | 46                 | —                  | Dans la légende |
| 2016  | Sheita                      | France : Platine | 100                | —                  | Dans la légende |
| 2016  | Humain                      | France : Diamant | 42                 | —                  | Dans la légende |
| 2016  | Bambina                     | France : Diamant | 58                 | —                  | Dans la légende |
| 2016  | Uranus                      | France : Diamant | 75                 | —                  | Dans la légende |
| 2016  | Jusqu'au dernier gramme     | France : Diamant | 19                 | —                  | Dans la légende |
| 2016  | Cramés (Version Rose)       | France : Or      | 114                | —                  | Dans la légende |
| 2016  | Je t'haine (Version Orange) | France : Or      | 194                | —                  | Dans la légende |
| 2019  | Autre monde                 | France : Diamant | 3                  | 20                 | Deux frères     |
| 2019  | Chang                       | France : Diamant | 5                  | —                  | Deux frères     |
| 2019  | Blanka                      | France : Diamant | 4                  | 52                 | Deux frères     |
| 2019  | Celsius                     | France : Platine | 8                  | —                  | Deux frères     |
| 2019  | Deux frères                 | France : Diamant | 2                  | 18                 | Deux frères     |
| 2019  | Hasta la vista              | France : Diamant | 6                  | —                  | Deux frères     |
| 2019  | Cœurs                       | France : Diamant | 10                 | —                  | Deux frères     |
| 2019  | Shenmue                     | France : Diamant | 7                  | —                  | Deux frères     |
| 2019  | Kuta ubud                   | France : Platine | 12                 | —                  | Deux frères     |
| 2019  | Menace                      | France : Diamant | 11                 | —                  | Deux frères     |
| 2019  | Zoulou tchaing              | France : Diamant | 9                  | —                  | Deux frères     |
| 2019  | Déconnecté                  | France : Platine | 16                 | —                  | Deux frères     |
| 2019  | La misère est si belle      | France : Diamant | 15                 | —                  | Deux frères     |
| 2019  | Ryuk                        | France : Or      | 32                 | —                  | Deux frères     |
| 2019  | Comme pas deux              | France : Platine | 25                 | —                  | Deux frères     |
| 2019  | Sibérie                     | France : Or      | 46                 | —                  | Deux frères     |
| 2019  | Bang                        | France : Or      | 34                 | —                  | Deux frères     |
| 2019  | Capuche                     | France : Or      | 178                | —                  | Deux frères     |
| 2019  | Frontières                  | France : Or      | 148                | —                  | Deux frères     |

## Clips vidéo
| Année | Titre                   | Lieux de tournage | Album           |
| ----- | ----------------------- | ----------------- | --------------- |
| 2014  | Différents              | France            | Que la famille  |
| 2014  | Je vis, je visser       | France            | Que la famille  |
| 2014  | Gala Gala               | France            | Que la famille  |
| 2014  | La petite voix          | France            | Que la famille  |
| 2015  | J'comprends pas         | France            | Que la famille  |
| 2015  | Simba                   | France            | Que la famille  |
| 2015  | Plus Tony que Sosa      | France            | Le Monde Chico  |
| 2015  | Le monde ou rien        | Italie            | Le Monde Chico  |
| 2015  | J'suis PNL              | Espagne           | Le Monde Chico  |
| 2015  | Dans ta rue             | France            | Le Monde Chico  |
| 2015  | Oh Lala                 | Islande           | Le Monde Chico  |
| 2016  | Tempête                 | Royaume-Uni       | Le Monde Chico  |
| 2016  | La vie est belle        | Namibie           | Dans la légende |
| 2016  | DA                      | France            | Dans la légende |
| 2016  | J'suis QLF              | Mexique           | Dans la légende |
| 2016  | Naha                    | France            | Dans la légende |
| 2016  | Onizuka                 | France            | Dans la légende |
| 2017  | Béné                    | France            | Dans la légende |
| 2017  | Jusqu'au dernier gramme | France            | Dans la légende |
| 2018  | À l'ammoniaque          | Afrique du Sud    | Deux frères     |
| 2019  | Au DD                   | France            | Deux frères     |
| 2019  | Deux frères             | France            | Deux frères     |
| 2019  | Blanka                  | Jamaïque          | Deux frères     |

Le titre Tchiki Tchiki prévu pour l'album Dans la Légende, dont le clip avait été tourné à Tokyo, fut retiré d'Internet pour cause de droits d'auteur (utilisation d'un sample de Merry Christmas Mr Lawrence de Ryuichi Sakamoto).